# Melicope suberosa
Melicope suberosa är en vinruteväxtart som beskrevs av Benjamin Clemens Masterman Stone. Melicope suberosa ingår i släktet Melicope och familjen vinruteväxter. Inga underarter finns listade i Catalogue of Life.